# Croton perrieri
Espèce
Classification APG III (2009)
Croton perrieri est une espèce de plantes à fleurs du genre Croton et de la famille des Euphorbiaceae, présente à l'ouest de Madagascar.